# Fundația WordPress
Fundația WordPress (în engleză WordPress Foundation) este o organizație non-profit, fondată în anul 2010 de către Matt Mullenweg, cofondatorul WordPress, cu scopul de a susține și proteja dezvoltarea proiectelor open-source WordPress și a comunității acestora.

## Scop și activitate
Fundația WordPress are ca scop principal **menținerea accesului liber, gratuit și permanent la software-ul WordPress**, precum și la proiectele asociate, cum ar fi bbPress și BuddyPress. Organizația se implică activ în:
- asigurarea respectării licenței GPL pentru WordPress,
- susținerea și organizarea de evenimente educaționale (ex: WordCamp),
- protejarea mărcii înregistrate „WordPress”.

## Relația cu Automattic
Deși fondatorul este comun (Matt Mullenweg), Fundația WordPress este **independentă** de compania Automattic, care gestionează serviciul comercial WordPress.com. Fundația gestionează în schimb platforma WordPress.org, codul sursă și comunitatea globală.

## Proiecte susținute
Printre proiectele susținute de Fundație se numără:
- WordPress.org
- bbPress
- BuddyPress
- Programe educaționale gratuite legate de dezvoltare web open-source

## Licență
WordPress este distribuit sub Licența Publică Generală GNU (GPLv2+), o licență de tip open-source care garantează libertatea de utilizare, modificare și distribuire.

## Logo și marcă înregistrată
Logo-ul și cuvântul „WordPress” sunt mărci înregistrate deținute de Fundația WordPress. Utilizarea lor este reglementată strict și necesită permisiune în scopuri comerciale.